# Nazareth, Salto de Agua
Nazareth är en ort i Mexiko.   Den ligger i kommunen Salto de Agua och delstaten Chiapas, i den sydöstra delen av landet, 800 km öster om huvudstaden Mexico City. Nazareth ligger 328 meter över havet och antalet invånare är 568.
Terrängen runt Nazareth är kuperad åt sydväst, men åt nordost är den platt. Runt Nazareth är det ganska glesbefolkat, med 34 invånare per kvadratkilometer. Närmaste större samhälle är Palenque, 15,7 km norr om Nazareth. I omgivningarna runt Nazareth växer i huvudsak städsegrön lövskog.